# Morinda
Morinda L., 1753 è un genere di piante della famiglia delle Rubiacee.
Comprende una quarantina di specie di alberi, arbusti e rampicanti, diffuse nelle regioni tropicali di tutti i continenti.
Alcune specie hanno importanza economica, in particolare Morinda citrifolia, il noni, e in minor misura Morinda coreia (suranji).

## Distribuzione e habitat
Il genere Morinda ha il suo massimo centro di biodiversità nell'Asia sud-orientale, fino alla Nuova Guinea, Nuova Caledonia e Australia settentrionale.
È rappresentato peraltro anche in altre regioni dell'Asia meridionale, fino alla Cina meridionale, in Africa e nelle regioni tropicali delle due Americhe.

## Tassonomia
Il genere Morinda è attribuito alla famiglia delle Rubiacee, sottofamiglia Rubioideae,  tribù Morindeae.
Il genere comprende le seguenti specie:

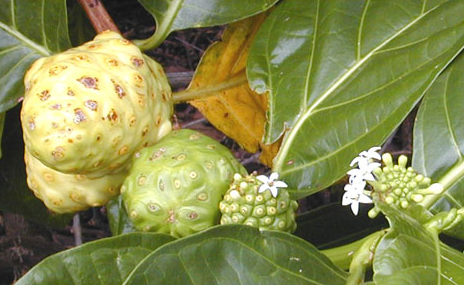
Giovani frutti, fiori e foglie di Morinda citrifolia

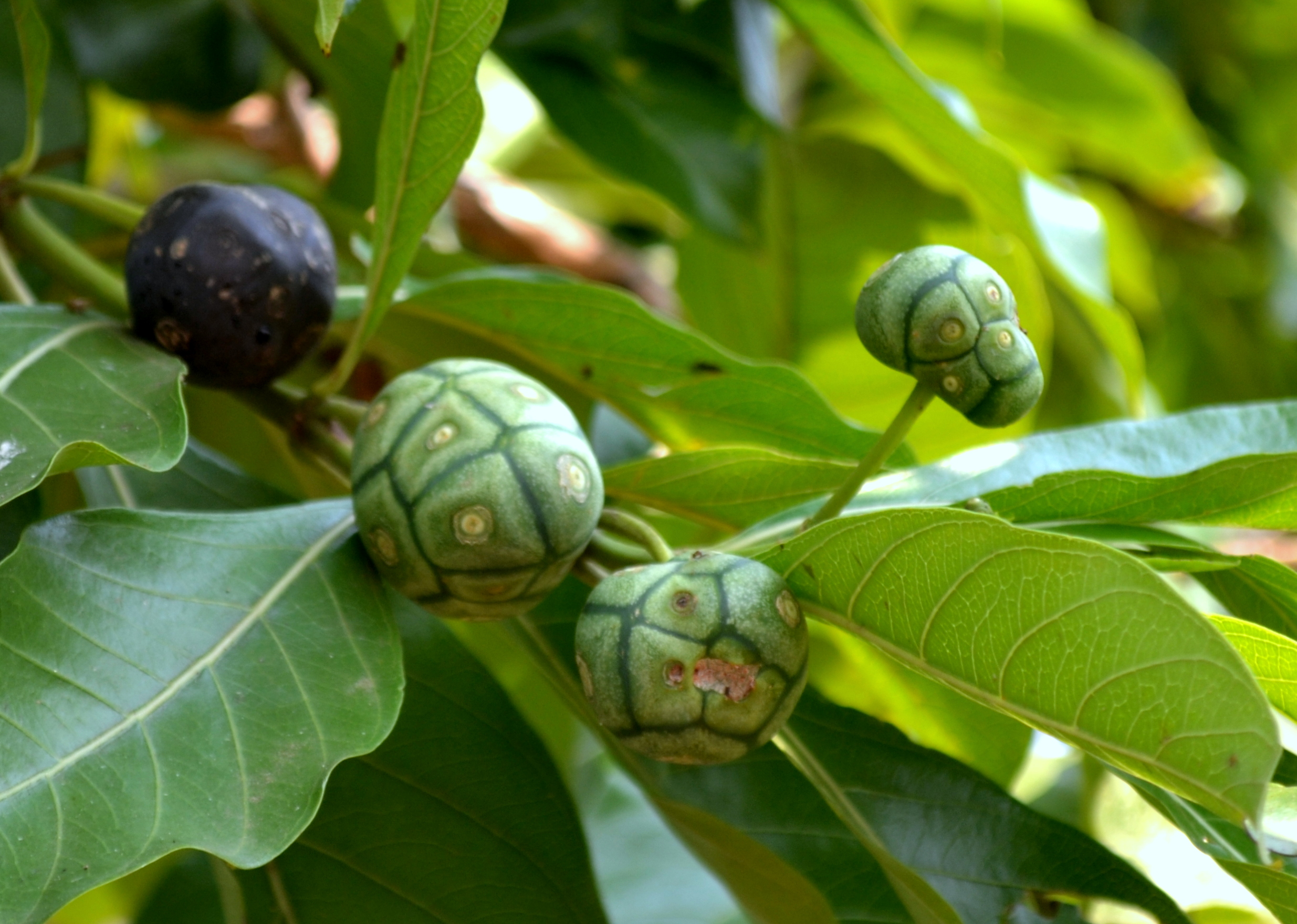
Frutti e foglie di Morinda coreia

- Morinda angolensis (R.D.Good) F.White
- Morinda angustifolia Roxb.
- Morinda asteroscepa K.Schum.
- Morinda bracteata Roxb.
- Morinda buchii Urb.
- Morinda carnosa Venturina, E.E.L.Suarez & Alejandro
- Morinda chrysorhiza (Thonn.) DC.
- Morinda citrifolia L.
- Morinda coreia Buch.-Ham.
- Morinda corneri K.M.Wong
- Morinda elliptica (Hook.f.) Ridl.
- Morinda fasciculata Benth.
- Morinda hoffmannioides Standl.
- Morinda latibractea Valeton
- Morinda leiantha Kurz
- Morinda longiflora G.Don
- Morinda longipetiolata Steyerm.
- Morinda longissima Y.Z.Ruan
- Morinda lucida Benth.
- Morinda mefou Cheek
- Morinda moaensis Alain
- Morinda morindoides (Baker) Milne-Redh.
- Morinda nana Craib
- Morinda pacifica (Reinecke) Razafim. & B.Bremer
- Morinda panamensis Seem.
- Morinda pedunculata Valeton
- Morinda persicifolia Buch.-Ham.
- Morinda piperiformis Miq.
- Morinda ramosa (Lauterb.) Razafim. & B.Bremer
- Morinda rosiflora Y.Z.Ruan
- Morinda royoc L.
- Morinda scabrida Craib
- Morinda schultzei Valeton
- Morinda sessiliflora Bertol.
- Morinda talmyi (Pit.) Chantar.
- Morinda titanophylla E.M.A.Petit
- Morinda tomentosa B.Heyne ex Roth
- Morinda turbacensis Kunth
- Morinda undulata Y.Z.Ruan

## Importanza per l'uomo
La specie di gran lunga più importante è Morinda citrifolia, usata per scopi alimentari.
Morinda coreia (sin. Morinda tinctoria) è utilizzata in India per produrre un colorante (morindone o suranji), che ha oggi modesta diffusione commerciale. Anche altre specie sono in grado di fornire lo stesso tipo di colorante.
Diverse specie di Morinda sono apprezzate per le loro proprietà officinali:Morinda citrifolia, le specie africana Morinda lucida e altre sarebbero dotate di proprietà medicinali. L'effetto è attribuito a particolari glucosidi.